# Microrégion du Littoral lagunaire
La microrégion du Littoral lagunaire est une des microrégions du Rio Grande do Sul appartenant à la mésorégion du Sud-Est du Rio Grande do Sul. Elle est formée par l'association de quatre municipalités. Elle recouvre une aire de 9 379,158 km2 pour une population de 261 252 habitants (IBGE - 2005). Sa densité est de 27,9 hab./km2. Son IDH est de 0,786 (PNUD/2000). Elle fait frontière avec l'Uruguay, par ses départements de Cerro Largo, Treinta y Tres et Rocha et est bordée par la Lagoa Mirim et l'Océan Atlantique.

## Municipalités
- Chuí
- Rio Grande
- Santa Vitória do Palmar
- São José do Norte

## Microrégions limitrophes
- Pelotas
- Jaguarão
- Osório